# دکتر جان
دکتر جان (انگلیسی: Dr. John; زاده ۲۰ نوامبر ۱۹۴۱ – درگذشته ۶ ژوئن ۲۰۱۹) موسیقی‌دان اهل ایالات متحده آمریکا بود.